# Operace Mongoose
Operace Mongoose bylo kódové označení tajné operace CIA s cílem destabilizovat kubánskou revoluční vládu, vyvolat občanské nepokoje a svrhnout Fidela Castra. V listopadu 1961 ji schválil americký prezident John F. Kennedy. K operaci bylo přistoupeno po selhání americké invaze v zátoce Sviní. Pokusy o destabilizaci kubánské vlády, včetně teroristických útoků připravovaných CIA, byly jedním z důvodů, proč se Sověti rozhodli rozmístit na Kubě rakety středního doletu, což vedlo v říjnu 1962 ke Karibské krizi.

## Historie
Po vítězství kubánské revoluce v roce 1959 se CIA ve svém tažení proti komunismu (který často zaměňovala s radikálním nacionalismem postkoloniálních národů) rozhodla Castrův režim svrhnout (kubánská revoluce byla zprvu nacionální, až kvůli nepřátelství USA Kuba v roce 1960 navázala diplomatické vztahy se SSSR a v roce 1961 se Castro přihlásil k marxismu-leninismu). Již v roce 1960 americký prezident Dwight D. Eisenhower schválil rozsáhlý program, jehož cílem byla změna vlády na Kubě. Mezi jednotlivé aktivity patřila tajná propagandistická kampaň, psychologické operace, rekrutování kubánských exulantů, operace 40 a neúspěšná invaze v zátoce Sviní.
Po neúspěchu invaze v roce 1961 nová vláda Johna Fitzgeralda Kennedyho navrhla schválit operaci, jejímiž metodami budou sabotáže a teroristické útoky na civilní i vojenské objekty. V listopadu 1961 Kennedy, po doporučení ministra spravedlnosti a svého bratra Roberta Kennedyho, operaci schválil. Operaci Mongoose dostali na starosti zpravodajec Edward Lansdale a agent CIA William King Harvey. Operačními základnami byly úkryty v Miami a v Opa-locce na Floridě. CIA dokonce začala spolupracovat s mafií, která při kubánské revoluci přišla o kasina, které na Kubě provozovala. CIA najala mafiána Johna Roselliho, který měl spolupracovat na pokusu o atentát na Castra.
Rozsah operace zahrnoval sabotážní akce proti železničnímu mostu, skladům ropy, kontejneru na skladování melasy, ropné rafinerii, elektrárně, pile a plovoucímu jeřábu. Účelem sabotáží bylo poškodit kubánskou ekonomiku. Podle plánu měla operace destabilizovat režim s cílem do října 1962 vyvolat povstání a státní převrat.
Ačkoli se CIA snažila o propagandistické ovlivnění smýšlení Kubánců, postrádala schopnost efektivně informovat většinu tamních obyvatel. USA proto utužily obchodní embargo na Kubu a také používaly diplomatické prostředky k maření kubánských obchodních jednání v Izraeli, Jordánsku, Íránu, Řecku a možná i v Japonsku. Cílem opět bylo poškodit ekonomiku a vyvolat povstání. Již v březnu 1962 však ve zprávě CIA stálo, že ačkoli zhruba pouze čtvrtina kubánské populace stála za Castrovým režimem, zbytek populace byl sice nespokojený, ale pasivní. Zpráva končila konstatováním, že pasivní většina Kubánců „rezignovala a přijala režim“, čímž se stalo vyvolání povstání nepravděpodobným.
Během trvání operace CIA připravila celou řadu plánů atentátu na Fidela Castra. Známý je plán na darování potápěčského obleku s patogenní bakterií Mycobacterium tuberculosis, podstrčení jedu bývalou milenkou, umístění výbušniny do mořské ulity na pláži nebo do doutníků. Většina návrhů však byla odmítnuta již v přípravné fázi. Dále se dostaly konvenčnější metody, jako například najmutí mafiána Johnnyho Roselliho.
Výsledky operace byly mizivé, čímž rostla frustrace u vedení operace. První fáze měla skončit v červenci 1962, ale nedošlo ke splnění žádné její části. První fáze přitom zahrnovala následující úkoly: 1) shromáždit zpravodajské informace o cílové oblasti, 2) provést veškeré ostatní politické, ekonomické a tajné akce kromě vyvolání povstání na Kubě nebo potřeby ozbrojené intervence USA, 3) být v souladu s veřejnou politikou USA a mít možnost operaci ukončit s minimální ztrátou prestiže USA, 4) pokračovat v plánování a vyhodnocování případné vojenské intervence. Lansdale v červenci doporučil agresivnější krátkodobý akční plán. Věřil, že čas je klíčový, zejména vzhledem k intenzivnějšímu sovětskému vojenskému budování na Kubě. Byly vypracovány nové plány na nábor dalších Kubánců k infiltraci Castrova režimu, k přerušování kubánského rozhlasového a televizního vysílání a k nasazení sabotážních komand.
Nicméně eskalace karibské krize vedla k rozhodnutí prezidenta Kennedyho ukončit operaci Mongoose. V říjnu ji pozastavil a do konce roku 1962 byla zcela zastavena.